# Kateřinice u Vsetína

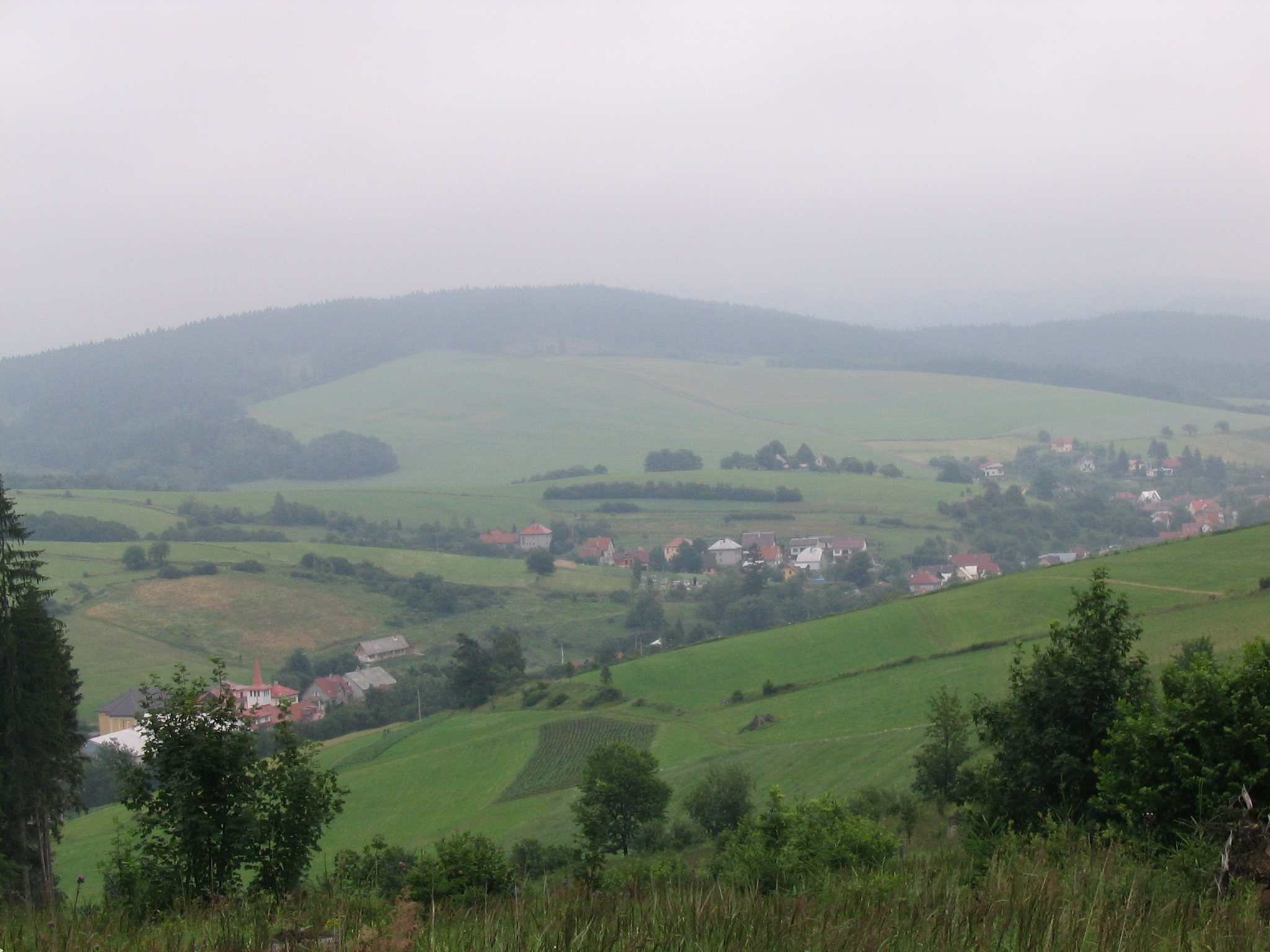
Ortsansicht

Kateřinice (deutsch Kateřinitz, 1939–1945 Katharinendorf) ist eine Gemeinde in der Mährischen Walachei in Tschechien. Sie liegt neun Kilometer nordwestlich von Vsetín und gehört zum Bezirk Vsetín.

## Geographie
Kateřinice befindet sich im Osten der Hosteiner Berge. Das Dorf erstreckt sich im Tal des Baches Kateřinka bzw. Kateřinský potok, in den hier der Kněžský potok, Poborovský potok und die Březinky einmünden. Nördlich erheben sich die Chladná (608 m) und der Václavsko (550 m), im Osten die Páleniska (503 m), südöstlich der Křížový (670 m) und die Kyčera (588 m), im Süden die Drastihlava (695 m) und Fojtova hora (582 m), westlich der Bludný (659 m) und die Dubcová (575 m) sowie im Nordwesten der Čečetkov (687 m) und die Ojičná (648 m).
Nachbarorte sind Požařiska, U Mařáků, Trojčiny, U Holáňů und Mikulůvka im Norden, U Zádolu und Pržno im Nordosten, U Rafaje, V Sojném und Jablůnka im Osten, Na Hranici und Ratiboř im Südosten, Poborov, U Valů, Kosiska und Hošťálková im Süden, Končiny und U Vávrů im Westen sowie Na Vrátném, Paseky, Rajnochovice, Kamasi, U Krajčů und Lázy im Nordwesten.

## Geschichte

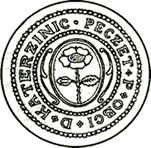
Ortssiegel von 1748

Das Dorf entstand wahrscheinlich im 13. Jahrhundert im Zuge der großen Kolonisation. Die erste urkundliche Erwähnung des zur Herrschaft Vsetín gehörigen Dorfes Katherzinicze erfolgte 1504 in der Olmützer Landtafel, als der Landeshauptmann von Mähren Jan Kuna (II.) von Kunstadt († 1540) die gesamte Herrschaft seiner Frau Dorota von Zástřizl als Morgengabe überschrieb. Im Jahr zuvor hatte Peter von St. Georgen und Bösing die Herrschaft an die fünf Brüder aus der Boleradicer Linie der Herren von Kunstadt verkauft. 1535 wurde das Dorf als Katherzynicze bezeichnet. 1548 erwarben die Nekeš von Landek die Herrschaft. Zwischen 1567 und 1579 verwaltete Zdeněk Kavka Říčanský auf Brumov als Vormund des minderjährigen Jan Nekeš von Landek die Güter. Zu dieser Zeit waren die meisten der Bewohner protestantisch geworden. 1613 überschrieb die verwitwete Lukrecia Nekešová von Landek die Herrschaft ihrem zweiten Ehemann Albrecht von Waldstein. Dieser ließ im selben Jahre die erloschene katholische Pfarre Pržno wieder errichten und berief die Jesuiten zur Rekatholisierung seiner Untertanen nach Vsetín. Waldstein trat nach dem Tode seiner Frau wieder in militärische Dienste und übertrug die Verwaltung seiner Herrschaften Václav Štáblovský von Kovalovice, dem er 20. August 1618 das Städtchen Pržno und die Mühle an der Mikulůvka für außerordentlichen Dienste schenkte. Nach dem Ausbruch des Dreißigjährigen Krieges beteiligten sich die Bewohner von Katherzynicze am Walachischen Aufstand. Nachfolgender Besitzer der Herrschaft wurde Zdenko Žampach von Potštejn. Am 14. Mai 1634 verkauften die Herren von Žampach die Herrschaft Vsetín an den Kardinal Péter Pázmány, der die Rekatholisierung mit Härte fortsetzte. Auch sein Erbe Nikolaus Pázmány de Panasz setzte diesen Kurs fort. Der Einfall der protestantischen Schweden in Mähren führte 1642 zu einer Ausweitung des Walachischen Aufstandes. Dieser wurde 1644 von den kaiserlichen Truppen blutig niedergeschlagen und die Anführer in Brünn hingerichtet. Am 3. Mai 1652 verkaufte Nikolaus Pázmány die Herrschaft für 96.000 Taler an Georg Illesházy auf Trenčín. Im Jahre 1666 hatte Katherzynicze 195 Einwohner. Das Dorf bestand aus sechs Bauernwirtschaften einschließlich der Vogtei sowie elf Beisassen und drei Köttern. 1670 wurde der Ort als Kateržinicze und 1718 als Kateržinitz bezeichnet. Das Älteste Ortssiegel stammt von 1748; es zeigt einen Heckenrosenzweig mit Blüte und trägt die Inschrift PECZET P OBCI D KATERZINIC. Bis 1781 wurden die Kinder in Pržno unterrichtet. Nach dem Erlass des Toleranzpatentes schickten die Protestanten ihr Kinder in die evangelisch-lutherische Schule nach Ratiboř. Kateržinetz war landwirtschaftlich geprägt und gehörte zu den ärmsten in der Mährischen Walachei. Seit dem 19. Jahrhundert verdiente sich ein Teil der Bewohner seinen Lebensunterhalt als Saisonarbeiter in der Hanna und in Österreich. 1832 erkrankten in Kateřinice und Ratiboř 151 Menschen an der Cholera, 71 davon überlebten die Seuche nicht.
Bis zur Mitte des 19. Jahrhunderts blieb Kateržinetz immer zur Herrschaft Vsetín untertänig und gehörte zum Hradischer Kreis.
Nach der Aufhebung der Patrimonialherrschaften bildete Kateřinice/Kateřinitz ab 1850 eine Gemeinde in der Bezirkshauptmannschaft Meziříčí und dem Gerichtsbezirk Vsetín. Im Jahre 1872 wurde die Gemeinde als Katerzinitz bzw. Kateřinice bezeichnet. 1876 entstand eine Dorfschule. 1893 trug die Gemeinde die amtlichen Namen Kateřinitz bzw. Kateřinice. Seit 1910 gehört der Ort zum Bezirk Vsetín. Im selben Jahre wurde ein neues Schulhaus eingeweiht. Bis zur Mitte des 20. Jahrhunderts wurden zunächst in Heimarbeit, dann in Werkstätten Besen, Körbe, Holzwaren sowie für die Bugholzmöbelfabriken geflochtene Korbsitze gefertigt. Die Freiwillige Feuerwehr gründete sich 1936. Während der deutschen Besetzung erhielt die Gemeinde den eingedeutschten Namen Katharinendorf. Zum Ende des Zweiten Weltkrieges operierte in den umliegenden Wäldern die zur die 1. Tschechoslowakischen Partisanenbrigade “Jan Žižka von Trocnov” gehörige Partisanengruppe “Clay Eva”. Nach dem Ende des Krieges wurden in den Werkstätten von Kateřinice vor allem Spiele hergestellt. Ab 1948 wurden die Werkstätten an die Produktionsgenossenschaft Lipta in Liptál angeschlossen. Seit 1990 führt die Gemeinde ein Wappen und Banner. Die Schule in Kateřinice dient heute als Grundschule, der höherstufige Unterricht erfolgt in Hošťálková.

## Gemeindegliederung
Für die Gemeinde Kateřinice sind keine Ortsteile ausgewiesen. Zu Kateřinice gehören die Ansiedlungen Na Vrátném, Poborov, Požářiska und U Mařáků.

## Sehenswürdigkeiten
- Evangelische Kirche, erbaut 1952
- Gedenkstein für den am 8. März 1945 gefallenen Partisanen François Wasteels, genannt Franta Belgičan, an der Ojičná
- Gedenkstein für die Gefallenen beider Weltkriege, errichtet 1946 an der Grundschule
- Gedenktafel für vier während des Zweiten Weltkrieges zu Tode gefolterte Einwohner, 1972 an der Schule angebracht
- Naturreservat Dubcová, am Hang des gleichnamigen Berges
- Naturdenkmal Zbrankova stráň, südöstlich des Dorfes, ehemaliger Weideplatz in Südhanglage sowie Hangquellgebiet über der Mündung des Kateřinský potok in die Ratibořka[2]
- Schwefelquellen, im Wald westlich des Václavsko
- 400-jährige Linde an der Ojičná, der Baum hat einen Stammumfang von 6,40 m.